# Robson River
Robson River är ett vattendrag i Kanada.   Det ligger i provinsen British Columbia, i den centrala delen av landet, 3 200 km väster om huvudstaden Ottawa.
I omgivningarna runt Robson River växer i huvudsak barrskog. Trakten runt Robson River är nära nog obefolkad, med mindre än två invånare per kvadratkilometer.